# Մ
Das Mên (Մ und մ) ist der 20. Buchstabe des armenischen Alphabets. Der Buchstabe stellt den Laut [⁠m⁠] dar und wird im Deutschen mit dem Buchstaben M transkribiert.
Es ist dem Zahlenwert 200 zugeordnet. 

## Zeichenkodierung
Das Mên ist in Unicode an den Codepunkten U+0544 (Großbuchstabe) bzw. U+0574 (Kleinbuchstabe) zu finden.